# Actionfilme der 1980er Jahre
Die Liste von Actionfilmen der 1980er Jahre enthält Kinofilme des Actiongenres, die zwischen 1980 und 1989 erschienen sind. Sie erhebt keinen Anspruch auf Vollständigkeit.
| Jahr | Titel                                                        | Produktionsland                                          | Regisseur                     | Hauptdarsteller                         | Anmerkung                                 |
| ---- | ------------------------------------------------------------ | -------------------------------------------------------- | ----------------------------- | --------------------------------------- | ----------------------------------------- |
| 1980 | Der Puppenspieler                                            | Italien Frankreich                                       | Georges Lautner               | Jean-Paul Belmondo                      |                                           |
| 1980 | Der Supercop                                                 | Vereinigte Staaten Spanien Italien                       | Sergio Corbucci               | Terence Hill                            |                                           |
| 1980 | Buddy haut den Lukas                                         | Italien                                                  | Michele Lupo                  | Bud Spencer                             | Fortsetzung                               |
| 1980 | Jeder Kopf hat seinen Preis                                  | Vereinigte Staaten                                       | Buzz Kulik                    | Steve McQueen                           |                                           |
| 1980 | Mit Vollgas nach San Fernando                                | Vereinigte Staaten                                       | Buddy Van Horn                | Clint Eastwood                          | Fortsetzung                               |
| 1980 | Superman II – Allein gegen alle                              | Vereinigte Staaten Vereinigtes Königreich                | Richard Lester                | Christopher Reeve                       | Fortsetzung, Fortgesetzt, Comicverfilmung |
| 1980 | Der Exterminator I                                           | Vereinigte Staaten                                       | James Glickenhaus             | Robert Ginty                            | Fortgesetzt                               |
| 1980 | Die große Keilerei                                           | Hongkong Vereinigte Staaten                              | Robert Clouse                 | Jackie Chan                             |                                           |
| 1980 | Elfmeter für den Superbullen                                 | Italien                                                  | Bruno Corbucci                | Tomás Milián                            |                                           |
| 1980 | Söldner kennen keine Gnade                                   | Hongkong                                                 | Tsui Hark                     | Lo Lieh                                 |                                           |
| 1981 | Nachtfalken                                                  | Vereinigte Staaten                                       | Bruce Malmuth                 | Sylvester Stallone                      |                                           |
| 1981 | Der Einzelgänger                                             | Vereinigte Staaten                                       | Michael Mann                  | James Caan                              |                                           |
| 1981 | Die Klapperschlange                                          | Vereinigtes Königreich Vereinigte Staaten                | John Carpenter                | Kurt Russell                            | Fortgesetzt                               |
| 1981 | Condorman                                                    | Vereinigtes Königreich                                   | Charles Jarrott               | Michael Crawford                        | Buchverfilmung                            |
| 1981 | Auf dem Highway ist die Hölle los                            | Vereinigte Staaten Hongkong                              | Hal Needham                   | Burt Reynolds                           | Fortgesetzt                               |
| 1981 | Jäger des verlorenen Schatzes                                | Vereinigte Staaten                                       | Steven Spielberg              | Harrison Ford                           | Fortgesetzt                               |
| 1981 | Zwei Asse trumpfen auf                                       | Italien Vereinigte Staaten                               | Sergio Corbucci               | Bud Spencer, Terence Hill               |                                           |
| 1981 | Der Profi                                                    | Frankreich                                               | Georges Lautner               | Jean-Paul Belmondo                      |                                           |
| 1981 | Der Gigant                                                   | Vereinigte Staaten                                       | Steve Carver                  | Chuck Norris                            |                                           |
| 1981 | Mad Max II – Der Vollstrecker                                | Australien                                               | George Miller                 | Mel Gibson                              | Fortsetzung, Fortgesetzt                  |
| 1981 | Sharky und seine Profis                                      | Vereinigte Staaten                                       | Burt Reynolds                 | Burt Reynolds                           |                                           |
| 1982 | Blade Runner                                                 | Vereinigte Staaten Hongkong Vereinigtes Königreich       | Ridley Scott                  | Harrison Ford                           | Buchverfilmung                            |
| 1982 | Der Mann ohne Gnade                                          | Vereinigte Staaten                                       | Michael Winner                | Charles Bronson                         | Fortsetzung, Fortgesetzt                  |
| 1982 | Conan der Barbar                                             | Vereinigte Staaten                                       | John Milius                   | Arnold Schwarzenegger                   | Fortgesetzt                               |
| 1982 | Kalte Wut                                                    | Vereinigte Staaten                                       | James Fargo                   | Chuck Norris                            |                                           |
| 1982 | Die Klasse von 1984                                          | Kanada                                                   | Mark L. Lester                | Perry King                              |                                           |
| 1982 | Rocky III – Das Auge des Tigers                              | Vereinigte Staaten                                       | Sylvester Stallone            | Sylvester Stallone                      | Fortsetzung, Fortgesetzt                  |
| 1982 | The Riffs – Die Gewalt sind wir                              | Italien                                                  | Enzo G. Castellari            | Vic Morrow                              |                                           |
| 1982 | Rambo                                                        | Vereinigte Staaten                                       | Ted Kotcheff                  | Sylvester Stallone                      | Fortgesetzt                               |
| 1982 | Nur 48 Stunden                                               | Vereinigte Staaten                                       | Walter Hill                   | Eddie Murphy                            | Fortgesetzt                               |
| 1982 | Wenn er in die Hölle will, laß ihn gehen                     | Vereinigte Staaten Japan                                 | John Frankenheimer            | Scott Glenn                             |                                           |
| 1983 | Das fliegende Auge                                           | Vereinigte Staaten                                       | John Badham                   | Roy Scheider                            |                                           |
| 1983 | Ein Mann wie Dynamit                                         | Vereinigte Staaten                                       | J. Lee Thompson               | Charles Bronson                         |                                           |
| 1983 | McQuade, der Wolf                                            | Vereinigte Staaten                                       | Steve Carver                  | Chuck Norris                            |                                           |
| 1983 | Sag niemals nie                                              | Vereinigtes Königreich Vereinigte Staaten BR Deutschland | Irvin Kershner                | Sean Connery                            | Remake                                    |
| 1983 | Dirty Harry kommt zurück                                     | Vereinigte Staaten                                       | Clint Eastwood                | Clint Eastwood                          | Fortsetzung, Fortgesetzt                  |
| 1983 | Superman III – Der stählerne Blitz                           | Vereinigtes Königreich Vereinigte Staaten                | Richard Lester                | Christopher Reeve                       | Fortsetzung, Fortgesetzt, Comicverfilmung |
| 1983 | The Last Warrior – Der Kämpfer einer verlorenen Welt         | Italien Vereinigte Staaten                               | David Worth                   | Robert Ginty                            |                                           |
| 1984 | Der Liquidator                                               | Mexiko Vereinigte Staaten Vereinigtes Königreich         | J. Lee Thompson               | Charles Bronson                         |                                           |
| 1984 | Abwärts                                                      | BR Deutschland                                           | Carl Schenkel                 | Götz George                             |                                           |
| 1984 | Straßen in Flammen                                           | Vereinigte Staaten                                       | Walter Hill                   | Michael Paré                            |                                           |
| 1984 | Indiana Jones und der Tempel des Todes                       | Vereinigte Staaten                                       | Steven Spielberg              | Harrison Ford                           | Fortsetzung, Fortgesetzt                  |
| 1984 | Auf dem Highway ist wieder die Hölle los                     | Vereinigte Staaten Hongkong                              | Hal Needham                   | Burt Reynolds                           | Fortsetzung                               |
| 1984 | Conan der Zerstörer                                          | Vereinigte Staaten                                       | Richard Fleischer             | Arnold Schwarzenegger                   | Fortsetzung                               |
| 1984 | Vier Fäuste gegen Rio                                        | Italien                                                  | Enzo Barboni                  | Bud Spencer, Terence Hill               |                                           |
| 1984 | Missing in Action                                            | Vereinigte Staaten                                       | Joseph Zito                   | Chuck Norris                            | Fortgesetzt                               |
| 1984 | Terminator                                                   | Vereinigtes Königreich Vereinigte Staaten                | James Cameron                 | Arnold Schwarzenegger                   | Fortgesetzt                               |
| 1984 | Supergirl                                                    | Vereinigtes Königreich Vereinigte Staaten                | Jeannot Szwarc                | Faye Dunaway                            | Comicverfilmung                           |
| 1984 | Beverly Hills Cop – Ich lös’ den Fall auf jeden Fall         | Vereinigte Staaten                                       | Martin Brest                  | Eddie Murphy                            | Fortgesetzt                               |
| 1984 | City Heat – Der Bulle und der Schnüffler                     | Vereinigte Staaten                                       | Richard Benjamin              | Clint Eastwood                          |                                           |
| 1984 | Der Wüstenplanet                                             | Vereinigte Staaten                                       | David Lynch                   | Kyle MacLachlan                         | Buchverfilmung                            |
| 1985 | Cusack – Der Schweigsame                                     | Vereinigte Staaten                                       | Andrew Davis                  | Chuck Norris                            |                                           |
| 1985 | James Bond 007 – Im Angesicht des Todes                      | Vereinigtes Königreich Vereinigte Staaten                | John Glen                     | Roger Moore                             | Fortsetzung, Fortgesetzt                  |
| 1985 | Missing in Action 2 – Die Rückkehr                           | Vereinigte Staaten                                       | Lance Hool                    | Chuck Norris                            | Fortsetzung, Fortgesetzt                  |
| 1985 | Red Sonja                                                    | Niederlande Vereinigte Staaten                           | Richard Fleischer             | Arnold Schwarzenegger, Brigitte Nielsen | Buchverfilmung                            |
| 1985 | Rambo II – Der Auftrag                                       | Vereinigte Staaten                                       | George P. Cosmatos            | Sylvester Stallone                      | Fortsetzung, Fortgesetzt                  |
| 1985 | Mad Max – Jenseits der Donnerkuppel                          | Australien                                               | George Miller, George Ogilvie | Mel Gibson                              | Fortsetzung                               |
| 1985 | Die Spezialisten                                             | Frankreich                                               | Patrice Leconte               | Bernard Giraudeau, Gérard Lanvin        |                                           |
| 1985 | Quatermain – Auf der Suche nach dem Schatz der Könige        | Vereinigte Staaten                                       | J. Lee Thompson               | Richard Chamberlain                     | Buchverfilmung, Fortgesetzt               |
| 1985 | Phantom-Kommando                                             | Vereinigte Staaten                                       | Mark L. Lester                | Arnold Schwarzenegger                   |                                           |
| 1985 | Die Miami Cops                                               | Italien                                                  | Bruno Corbucci                | Bud Spencer, Terence Hill               |                                           |
| 1985 | Invasion U.S.A.                                              | Vereinigte Staaten                                       | Joseph Zito                   | Chuck Norris                            |                                           |
| 1986 | Delta Force                                                  | Vereinigte Staaten Israel                                | Menahem Golan                 | Chuck Norris                            | Fortgesetzt                               |
| 1985 | Remo – unbewaffnet und gefährlich                            | Vereinigte Staaten                                       | Guy Hamilton                  | Fred Ward                               | Fortgesetzt                               |
| 1985 | Leben und Sterben in L.A.                                    | Vereinigte Staaten                                       | William Friedkin              | William Petersen                        |                                           |
| 1985 | American Fighter                                             | Vereinigte Staaten                                       | Sam Firstenberg               | Michael Dudikoff                        | Fortgesetzt                               |
| 1985 | Expreß in die Hölle                                          | Vereinigte Staaten                                       | Andrej Konchalovsky           | Jon Voight                              |                                           |
| 1985 | Police Story                                                 | Hongkong                                                 | Jackie Chan                   | Jackie Chan                             | Fortgesetzt                               |
| 1985 | Target – Zielscheibe                                         | Vereinigte Staaten                                       | Arthur Penn                   | Gene Hackman                            |                                           |
| 1985 | Death Wish III – Der Rächer von New York                     | Vereinigte Staaten                                       | Michael Winner                | Charles Bronson                         | Fortsetzung, Fortgesetzt                  |
| 1986 | F/X – Tödliche Tricks                                        | Vereinigte Staaten                                       | Robert Mandel                 | Bryan Brown                             |                                           |
| 1986 | Top Gun – Sie fürchten weder Tod noch Teufel                 | Vereinigte Staaten                                       | Tony Scott                    | Tom Cruise                              |                                           |
| 1986 | Der City Hai                                                 | Vereinigte Staaten                                       | John Irvin                    | Arnold Schwarzenegger                   |                                           |
| 1986 | Nummer 5 lebt!                                               | Vereinigte Staaten                                       | John Badham                   | Ally Sheedy                             | Fortgesetzt                               |
| 1986 | Die City-Cobra                                               | Vereinigte Staaten                                       | George P. Cosmatos            | Sylvester Stallone                      |                                           |
| 1986 | Aliens – Die Rückkehr                                        | Vereinigte Staaten Vereinigtes Königreich                | James Cameron                 | Sigourney Weaver                        | Fortsetzung, Fortgesetzt                  |
| 1986 | Diese zwei sind nicht zu fassen                              | Vereinigte Staaten                                       | Peter Hyams                   | Gregory Hines                           |                                           |
| 1986 | Rhea M – Es begann ohne Warnung                              | Vereinigte Staaten                                       | Stephen King                  | Emilio Estevez                          | Buchverfilmung                            |
| 1986 | Quatermain II – Auf der Suche nach der geheimnisvollen Stadt | Vereinigte Staaten                                       | Richard Chamberlain           | Gary Nelson                             | Fortsetzung, Buchverfilmung               |
| 1986 | Karate Tiger                                                 | Vereinigte Staaten Hongkong                              | Corey Yuen                    | Kurt McKinne                            | Fortgesetzt                               |
| 1987 | Over the Top                                                 | Vereinigte Staaten                                       | Menahem Golan                 | Sylvester Stallone                      |                                           |
| 1987 | Ausgelöscht                                                  | Vereinigte Staaten                                       | Walter Hill                   | Nick Nolte                              |                                           |
| 1987 | James Bond 007 – Der Hauch des Todes                         | Vereinigtes Königreich                                   | John Glen                     | Timothy Dalton                          | Fortsetzung, Fortgesetzt                  |
| 1987 | Predator                                                     | Vereinigte Staaten                                       | John McTiernan                | Arnold Schwarzenegger                   | Fortsetzung                               |
| 1987 | Lethal Weapon – Zwei stahlharte Profis                       | Vereinigte Staaten                                       | Richard Donner                | Mel Gibson, Danny Glover                | Fortgesetzt                               |
| 1987 | Beverly Hills Cop II                                         | Vereinigte Staaten                                       | Tony Scott                    | Eddie Murphy                            | Fortsetzung, Fortgesetzt                  |
| 1987 | Masters of the Universe                                      | Vereinigte Staaten                                       | Gary Goddard                  | Dolph Lundgren                          |                                           |
| 1987 | RoboCop                                                      | Vereinigte Staaten                                       | Paul Verhoeven                | Peter Weller                            | Fortgesetzt                               |
| 1987 | Karate Tiger 2                                               | Hongkong Vereinigte Staaten                              | Corey Yuen                    | Loren Avedon                            | Fortsetzung, Fortgesetzt                  |
| 1987 | Braddock – Missing in Action 3                               | Vereinigte Staaten                                       | Aaron Norris                  | Chuck Norris                            | Fortsetzung                               |
| 1988 | Die Katze                                                    | BR Deutschland                                           | Dominik Graf                  | Götz George                             |                                           |
| 1987 | Superman IV – Die Welt am Abgrund                            | Vereinigtes Königreich Vereinigte Staaten                | Sidney J. Furie               | Christopher Reeve                       | Fortsetzung, Comicverfilmung              |
| 1987 | Running Man                                                  | Vereinigte Staaten                                       | Paul Michael Glaser           | Arnold Schwarzenegger                   | Buchverfilmung                            |
| 1987 | Death Wish IV – Das Weiße im Auge                            | Vereinigte Staaten                                       | J. Lee Thompson               | Charles Bronson                         | Fortsetzung, Fortgesetzt                  |
| 1988 | Little Nikita                                                | Vereinigte Staaten                                       | Richard Benjamin              | Sidney Poitier                          |                                           |
| 1988 | Bloodsport                                                   | Vereinigte Staaten                                       | Newt Arnold                   | Jean-Claude van Damme                   | Fortgesetzt                               |
| 1988 | Action Jackson                                               | Vereinigte Staaten                                       | Craig R. Baxley               | Carl Weathers                           |                                           |
| 1988 | Nico                                                         | Vereinigte Staaten Hongkong                              | Andrew Davis                  | Steven Seagal                           |                                           |
| 1988 | Rambo III                                                    | Vereinigte Staaten                                       | Peter MacDonald               | Sylvester Stallone                      | Fortsetzung, Fortgesetzt                  |
| 1988 | Mörderischer Vorsprung                                       | Vereinigte Staaten                                       | Roger Spottiswoode            | Sidney Poitier                          |                                           |
| 1988 | Red Heat                                                     | Vereinigte Staaten                                       | Walter Hill                   | Arnold Schwarzenegger                   |                                           |
| 1988 | Stirb langsam                                                | Vereinigte Staaten                                       | John McTiernan                | Bruce Willis                            | Buchverfilmung, Fortgesetzt               |
| 1988 | Das Todesspiel                                               | Vereinigte Staaten                                       | Buddy Van Horn                | Clint Eastwood                          | Fortsetzung                               |
| 1988 | Hero – Der Supercop                                          | Vereinigte Staaten                                       | William Tannen                | Chuck Norris                            | Buchverfilmung                            |
| 1988 | Tequila Sunrise                                              | Vereinigte Staaten                                       | Robert Towne                  | Mel Gibson                              |                                           |
| 1989 | Karate Tiger 3 – Der Kickboxer                               | Vereinigte Staaten                                       | Mark DiSalle, David Worth     | Jean-Claude Van Damme                   | Fortsetzung                               |
| 1989 | Cyborg                                                       | Vereinigte Staaten                                       | Albert Pyun                   | Jean-Claude van Damme                   | Fortgesetzt                               |
| 1989 | Road House                                                   | Vereinigte Staaten                                       | Rowdy Herrington              | Patrick Swayze                          | Fortgesetzt                               |
| 1989 | James Bond 007 – Lizenz zum Töten                            | Vereinigtes Königreich Vereinigte Staaten                | John Glen                     | Timothy Dalton                          | Fortsetzung, Fortgesetzt                  |
| 1989 | Brennpunkt L.A.                                              | Vereinigte Staaten                                       | Richard Donner                | Mel Gibson, Danny Glover                | Fortsetzung, Fortgesetzt                  |
| 1989 | Indiana Jones und der letzte Kreuzzug                        | Vereinigte Staaten                                       | Steven Spielberg              | Harrison Ford                           | Fortsetzung, Fortgesetzt                  |
| 1989 | Batman                                                       | Vereinigte Staaten Vereinigtes Königreich                | Tim Burton                    | Michael Keaton                          | Fortgesetzt, Comicverfilmung              |
| 1989 | Black Rain                                                   | Vereinigte Staaten                                       | Ridley Scott                  | Michael Douglas                         |                                           |
| 1989 | Tango und Cash                                               | Vereinigte Staaten                                       | Andrei Kontschalowski         | Sylvester Stallone, Kurt Russell        |                                           |
| 1989 | The Killer                                                   | Hongkong                                                 | John Woo                      | Chow Yun-Fat                            |                                           |